# 팩트TV
팩트TV는 보도와 방송을 겸한 인터넷 방송으로 2007년 12월 22일 인터넷신문 커널뉴스로 설립했으며 2013년 지금의 명칭으로 바꾼 이후 정치/경제/사회/환경 및 다양한 시사정보를 제공하고 있다. 보도제작국내에 아나운서실, 개그맨실, 보도팀을 두고 있으며 운영지원실이 모든 업무를 지원하고 있다.
이동생중계 분야에서 많은 노하우를 보유하고 있으며 각종 선거방송 외주제작을 통해 그 능력과 기술을 인증 받아 왔다. 외주제작한 대표적인 선거방송은 2010년 한명숙TV, 2011년 박원순TV, 2012년 문재인TV 등이 있으며 후보의 유세를 실시간으로 이동하면서 생중계하였다. 국내 시사분야 방송 최초로 버츄얼스튜디오를 오픈하여 새로운 형태의 시사방송을 선보이고 있다.
방송은 24시간 방송되며 편성표에 따라 월~금 저녁 7시 반부터 10시 반까지 생방송, 나머지 시간은 재방송이다. 다만 특별편성에 따라 일부 중계가 포함되기도 한다.

## 방송 프로그램
뉴스
- 오창석의 이브닝뉴스

시사교양
- 이작가의 결정적순간
- 이박사와 세작의 역사데칼코마니
- 쌍규와 망치의 불타는토크쇼
- 김성재 유민지의 언론유골
- 제윤경의 희망살림
- 김형주의 사람의발견

시사평론
- 김태일의 시사브리핑(화, 목요일 9시)
- 김태일의 정치리뷰
- 이쌍규의 종횡무진

인터뷰
- 김형주의 술술인터뷰
- 인태연의 을짱시대